# Rolling Prairie
Rolling Prairie ist ein Census-designated place in der Kankakee Township im LaPorte County im US-Bundesstaat Indiana. Bei der Volkszählung 2020 hatte der Ort 562 Einwohner (2010: 582 Einwohner).

## Geografie
Rolling Prairie liegt im Nordosten von LaPorte County bei 41°40′15″ N und 86°36′57″ W, im nordöstlichen Teil der Kankakee Township.
Nach Angaben des U.S. Census Bureau hat der Rolling Prairie CDP eine Fläche von 1,1 Quadratmeilen (2,8 km²), von der 0,02 Quadratmeilen (0,04 km²) bzw. 1,39 Prozent Wasserfläche sind.

## Geschichte
Die erste Hütte wurde 1831 in Rolling Prairie von Ezekiel Provolt gebaut. Weitere Siedler kamen hinzu, bauten weitere Gebäude und nannten die Siedlung „Nauvoo“. Am 26. November 1853 wurde das Dorf von J. W. Walker geplättet und fortan „Portland“ genannt. Der Name Rolling Prairie, der das hügelige Prärie-Gelände beschreibt, wurde später von der durch die Stadt verkehrenden Eisenbahngesellschaft übernommen.

## Bildung
Rolling Prairie verfügt über eine öffentliche Bibliothek, eine Zweigstelle der La Porte County Public Library. Die Rolling Prairie Elementary School befindet sich in dem Gebäude, das früher die Rolling Prairie High School war, bevor diese mit der New Carlisle High School zur New Prairie High School zusammengelegt wurde. Die Rolling Prairie Elementary School ist eine von drei Grundschulen der New Prairie United School Corporation.

## Verkehr
Die U.S. Route 20 verläuft durch den südlichen Teil der Gemeinde und führt nach Osten 19 Meilen (31 km) nach South Bend und nach Westen 15 Meilen (24 km) nach Michigan City. Die Indiana State Road 2 führt unmittelbar südlich an Rolling Prairie vorbei und führt 7 Meilen (11 km) südwestlich nach La Porte, dem Sitz des County.
Rolling Prairie hatte bis 1994 eine Haltestelle der South Shore Line, bis sie zusammen mit anderen Haltestellen aufgrund geringer Fahrgastzahlen geschlossen wurde.

## Persönlichkeiten
- Robert Swan (1944–2023), Schauspieler